# 大老爷府
大老爷府，位于中国吉林省前郭县乌拉图嘎镇内，为一个省级文物保护单位，类型为古建筑，公布时间为2007年5月31日。该文物保护单位由前郭县文管所管理。
大老爷府的历史年代为清代。